# César und Rosalie
César und Rosalie (Originaltitel César et Rosalie) ist ein Filmdrama des französischen Regisseurs Claude Sautet aus dem Jahr 1972. In den Hauptrollen sind Yves Montand, Romy Schneider und Sami Frey besetzt, Bernard Le Coq und Eva Maria Meineke spielen tragende Rollen.
Das Drama basiert auf einem Original-Drehbuch von Sautet, Jean-Loup Dabadie und Claude Néron.

## Handlung
Seit ihrer Scheidung von Antoine pendelt die schöne Rosalie zwischen ihrem Elternhaus, in dem die gemeinsamen Geschwister leben und in dem sie auch großteils ihre Tochter Catherine aufzieht, und ihrem neuen Lebensgefährten, dem älteren und erfolgsverwöhnten Pariser Altmetall-Händler César, hin und her. Die Beziehung gerät jedoch in Schieflage, als Rosalie ihre Jugendliebe David wiedertrifft. Mit dem charismatischen Künstler war sie vor ihrer Heirat liiert, doch verschwand er eines Tages, ohne eine Nachricht zu hinterlassen.
César versucht mit allen erdenklichen Tricks, seinen jüngeren Rivalen auszustechen, doch es sind vor allem seine Eifersuchtsszenen, die Rosalie in Davids Arme treiben. Mit ihm verlässt sie Paris und entscheidet sich für ein einfaches Leben an der Mittelmeerküste in Sete – bis César die beiden eines Tages aufspürt. Der reumütige César hat inzwischen das Ferienhaus am Meer gekauft, in dem Rosalie ihre Kindheit verbrachte, und bietet es ihr als Geschenk an. Rosalie akzeptiert, verlässt den sanften David und lebt nun wieder mit César zusammen. Schon bald aber leidet Rosalie an Depressionen, und César sucht in Paris seinen ehemaligen Nebenbuhler auf, um ihn für ein Leben zu dritt zu begeistern. David willigt nach anfänglichem Zögern ein, und zwischen den beiden Männern entwickelt sich schrittweise eine tiefe Freundschaft, während Rosalie zwischen ihnen hin- und hergerissen ist. Während die Männer sich zum Fischfang auf See befinden, verschwindet Rosalie mit ihrer Tochter ohne eine Nachricht zu hinterlassen, um sich darüber klarzuwerden, was sie wirklich will und über die Situation nachzudenken, in der sie sich befindet. César und David leben ihr Leben inzwischen weiter und warten gemeinsam auf Rosalie, ohne darüber jedoch je miteinander zu sprechen.
Ein Jahr ist inzwischen vergangen, als Davids Blick aus dem Fenster fällt und direkt auf Rosalie. Auch César, der dem Blick des Freundes gefolgt ist, glaubt seinen Augen kaum zu trauen, als er sieht, wer da am Gartentor steht.

## Produktion

### Entstehungsgeschichte
Regisseur Claude Sautet arbeitete in den Literaturverfilmungen Die Dinge des Lebens (1970) und Das Mädchen und der Kommissar (1971) bereits mit Romy Schneider zusammen. Für die männlichen Hauptrollen wurden Yves Montand und Sami Frey verpflichtet. Die Dreharbeiten zwischen Schneider und Montand gestalteten sich schwierig, wie Sautet in einem Interview mit Robert Amos verriet, der den französischen Filmemacher im Juni 1998 zu seinem Buch Mythos Romy Schneider befragte: „Ich glaube, dass Romy etwas in ihrer Ausstrahlung hatte, was über andere Schauspieler oder Kollegen hinwegschwappte und was für sie nicht besonders bequem war. Montand und sie, das war Krieg. Montand war Macho und das hat sich trotzdem sehr reizvoll auf die Dreharbeiten ausgewirkt, weil sie ihn gezähmt hat, wie ein Hündchen.“

### Produktionsnotizen
Der Film, bei dem es sich um eine französisch-italienisch-deutsche Koproduktion handelt, wurde von den Filmstudios Fildebro-U.P.F., Mega Films, der Paramount-Orion Film Produktion (München) und Universal Productions France S.A. produziert.
César und Rosalie entstand im französischen Département Vendée. Gedreht wurde u. a. auf der Île de Noirmoutier. Weitere Drehorte waren Beaugency, Paris, Brittany und Sète (Département Hérault).
In der Rolle der Marité, der kleinen Schwester der Titelheldin, ist die französische Schauspielerin Isabelle Huppert zu sehen, die ihr Kinodebüt im selben Jahr gemeinsam mit Nathalie Baye in Nina Companéez’ Faustine et le bel été gefeiert hatte.

### Soundtrack
Alle Titel stammen und werden vorgetragen von Philippe Sarde und Orchester.
- César et Rosalie
- Le Cortège Et Course
- David
- Folie De César
- Free Jazz
- Aprés Sète
- David et Rosalie
- La Lettre De Rosalie
- César Court Chez Antoine
- Epernay Sous La Pluie
- Rosalie Est Partie
- César, David et Rosalie

## Rezeption

### Veröffentlichung
Sautets Liebesdrama feierte in Frankreich am 27. Oktober 1972 Premiere, der westdeutsche Kinostart folgte am 21. Dezember 1972. In den USA wurde der Film am 15. Dezember 1972 in New York veröffentlicht und in Italien am 16. Februar 1973 unter dem Titel È simpatico, ma gli romperei il muso. 1973 wurde er zudem in folgenden Ländern veröffentlicht: Belgien (Gent), Argentinien, Finnland, Schweden, im Vereinigten Königreich (London), in den Niederlanden, in Dänemark, in der Türkei und in Spanien (Madrid). In Polen war er 1975 zu sehen, in der Sowjetunion 1991. Eine Wiederaufführung erlebte der Film 2007 in den Niederlanden und in einer restaurierten Fassung am 24. Dezember 2014 in Frankreich. In Argentinien wurde der Film im März 2017 in einer restaurierten Fassung auf dem Pantalla Pinamar Festival vorgestellt. Veröffentlicht wurde er zudem in Brasilien, Kanada, der Tschechischen Republik, Dänemark, Spanien, Griechenland, Kroatien, Japan, Portugal und Schweden.
In den USA wurde der Film unter dem Titel Cesar and Rosalie am 15. Dezember 1972 im Paris Theater in New York uraufgeführt. In den USA galt der Film aufgrund seiner ungewöhnlichen Darstellung einer Dreiecksbeziehung als vulgär und wurde deshalb u. a. auch im Hause des US-amerikanischen Männermagazins Playboy gezeigt.
Im Oktober 2001 erschien in Frankreich die DVD zum Film in der Collection Claude Sautet, 2005 in der Collection Romy Schneider. Neben Produktionsnotizen und seltenem Archivmaterial enthält die DVD auch Interviews mit Regisseur Claude Sautet und Drehbuchautor Jean-Loup Dabadie.

### Kritik
Bei Kritikern und Publikum war der Film in Frankreich ein Erfolg, was auch auf die schauspielerischen Leistungen der Hauptdarsteller zurückgeführt wurde, insbesondere jene von Yves Montand.

„Sautet zeigt einen feinen mit der Erotik jonglierenden Aufzug der nahezu funktioniert, bis auf das Ende des Films, das nicht nur unwahrscheinlich, sondern auch pervers erscheint.“

„... zu einem großen Ausmaß geht es in ‘César and Rosalie’ um die Ausstattungstücke des Lebens der oberen Mittelschicht – Umgebungen, Hintergründe, Familien. Die Liebesgeschichte wird mit viel Lyrik, etwas Leidenschaft und wiederholten Verneigungen vor dem Stil von ‘Jules und Jim’ und ‘Zwei Mädchen aus Wales und die Liebe zum Kontinent’ erzählt […] Aber das alles anzusehen ist irgendwie wie die Betrachtung sehr guter, sogar feiner Tischmanieren – eindrucksvoll aber nicht sehr fesselnd. Es gibt wirkliche Vorzüge in dem Film. Romy Schneider, zum einen, die niemals gelassener schön war; und die aufregenden, schnellen Überlandfahrt-Sequenzen, von denen es mehrere gibt […] Die hochgepriesene Leistung von Yves Montand scheint weniger eine Charakterdarstellung als ein Konstrukt zu sein, sorgsam ausgedacht aber sehr äußerlich. ‘César und Rosalie’ bleibt überwiegend an der Oberfläche, er gibt Hinweise aber es fehlen die Ursachen, wie die Art von glatter Illustrierten-Literatur, zu der er gehört.“

„Mit hoher stilistischer Geschlossenheit und drei hervorragenden Hauptdarstellern etabliert Claude Sautet seine filmischen Studien der Bourgeoisie und der scheiternden Liebe. Individuelle Defizite verhindern das Glück der Figuren, denen der Film jedoch die Hoffnung auf die Heilkräfte der Zeit lässt.“

„Eine von Sautets vermutlich realistischen Abrechnungen mit dem französischen Mittelklasse-Leben, in der eine Geschiedene und ihr gealterter Liebhaber sich durch eine ewige Dreiecks-Situation mit all der romantischen Agonie aus 'Love Story' kämpfen, wird ‘César und Rosalie’ ... nur durch die sympathetischen Auftritte von Schneider und Montand vor dem farbigen Beilagen-Chic gerettet.“

### Nachwirkung
Claude Sautet, der allgemein als Lieblingsregisseur von Romy Schneider gilt, arbeitete noch zwei weitere Male mit ihr zusammen. Nach einer Nebenrolle in dem Filmdrama Mado (1976), folgte die Hauptrolle der Marie in dem Drama Eine einfache Geschichte (1978). Das Beziehungsdrama, ähnlich angelegt wie César und Rosalie, stellte den Höhepunkt in Schneiders künstlerischem Schaffen dar, und sie erhielt 1979 ein zweites Mal den französischen Filmpreis César als beste Hauptdarstellerin, sowie den italienischen David di Donatello.
Ein Jahr nach den Dreharbeiten trennte sich Romy Schneider von ihrem ersten Ehemann Harry Meyen.

### Auszeichnungen
Sautets Drama wurde 1972 mit dem Grand prix du cinéma français als bester französischer Film des Jahres ausgezeichnet. Yves Montand erhielt 1973 gemeinsam mit dem britischen Schauspieler Laurence Olivier (Mord mit kleinen Fehlern) den italienischen Filmpreis David di Donatello als bester Hauptdarsteller.